# Da, Da, Da, I Love You
Da, Da, Da, I Love You is een van de twee singles uitgegeven door Willeke van Ammelrooy. De hoes vermeldde Da, Da, I Love You. 
Volgens muziekproducent en componist Peter Koelewijn ging het initiatief voor deze single van hem uit. Hij zag in 1971 foto’s van haar in de media, de film Mira was net over haar hoogtepunt heen. Koelewijn belde haar thuis op, maar zij had nog twijfels, ze vond zichzelf geen goede zangeres. Koelewijn zette door en liet als proef Van Ammelrooy zingen in de GTB geluidsstudio in Den Haag. Een maand later kwam Koelewijn met Da, Da, Da, I Love You en Lover Lion. Harry van Hoof ziet kansen in het eerste liedje, Koelewijn in het tweede. Van Hoof kreeg voorrang, Da, Da, Da waarin Van Ammelrooy op het Rode Plein in Moskou verliefd wordt op een Rus, werd de A-kant. In augustus 1972 werden de opnames afgerond in de studio’s van Phonogram. Toen verschenen ook persberichten omtrent een "nieuwe carrière" van Willeke van Ammelrooy.
Nadat ook de foto voor de platenhoes is geschoten (Willeke was alweer met een film bezig) kwam de single eind 1972 op de markt. In december 1972 is er veel airplay van het liedje, het plaatje wordt zelfs Troetelschijf en ook is Van Ammelrooy te zien in Toppop. Voor de promotiefilmpjes beweegt de Nederlandse filmster in bontjas en bontmuts over het Museumplein met de single in haar hand, een clip in normale kleding wordt gedraaid in een park. Het Museumplein was om de hoek van waar Van Ammelrooy woonde (Alexander Boersstraat).
Ondanks alle promotie haalde Da, Da, Da, I Love You nergens de hitparade.  